# Batman and Robin (1949)
Batman and Robin ist ein Abenteuer-Serial mit fünfzehn Einzelepisoden von Columbia Pictures aus dem Jahr 1949 und basiert auf der Comicfigur, geschaffen von Bob Kane und Bill Finger.

## Handlung
Der geniale Wissenschaftler Professor Hammil hat eine bahnbrechende neue Erfindung gemacht: eine Maschine, mit der man die Kontrolle über jede Art von Fahrzeug übernehmen kann, um es an jedweden gewünschten Ort zu steuern. Die Maschine wird jedoch gestohlen, da sie für Kriminelle einen nicht zu unterschätzenden Wert hat.
Commissioner Gordon ruft Batman und Robin zu Hilfe, um die Maschine zurückzuholen. Hammil erklärt den beiden, dass die Maschine mit Diamanten betrieben wird, also begeben sie sich zum nächsten größeren Juwelier und beziehen Stellung. Ihr Instinkt hat die maskierten Verbrecherjäger nicht getäuscht. Eine Handvoll Ganoven versucht gerade, mit der Beute durch die Hintertür zu verschwinden. Batman und Robin nehmen die Bande fest, doch einem von ihnen gelingt die Flucht mit dem Diebesgut.
Er bringt die Diamanten zu seinem Boss, einem maskierten Verbrechergenie, der sich selbst The Wizard nennt. Er hat nun genügend Diamanten in seinen Besitz gebracht, um die Maschine zu starten und benutzt sie, um einen Zug zu entführen, der einen neuartigen Supersprengstoff namens „X-90“ transportiert. The Wizard plant, mit dem Sprengstoff die Stadt um ein Lösegeld in Millionenhöhe zu erpressen. Doch ehe der Verbrecher seinen Plan in die Tat umsetzen kann, haben Batman und Robin sein Geheimversteck aufgespürt, das sich genau unter dem Haus von Professor Hammil befindet.
Es stellt sich heraus, dass The Wizard eigentlich der kriminell veranlagte Zwillingsbruder von Carter, Hammils Hausdiener, ist. Carters Bruder wird der Polizei übergeben und die Stadt ist dank Batman und Robin gerettet.

## Sonstiges
- In Batman and Robin kam erstmals das Batsignal zum Einsatz. Der Scheinwerfer, der die stilisierte Silhouette einer Fledermaus projizieren kann, wurde ob seiner Wirksamkeit bereits kurz nach dem Film in die Comics übernommen.

- Die Figur Vicky Vale, ursprünglich für den Serial entwickelt, sollte ebenfalls nach dem Film ein fixer Bestandteil des Batman-Universums bleiben. Batman-Erfinder Bob Kane basierte ihr Erscheinungsbild auf Marilyn Monroe, die er auf dem Bankett anlässlich der Premiere von Batman and Robin kennenlernte.

- Da für Batman and Robin ein noch geringeres Budget als für das erste Serial zur Verfügung stand, wurde schlicht ein schwarzer Mercury als Batmobil verwendet.